# Tetenhusener Moor

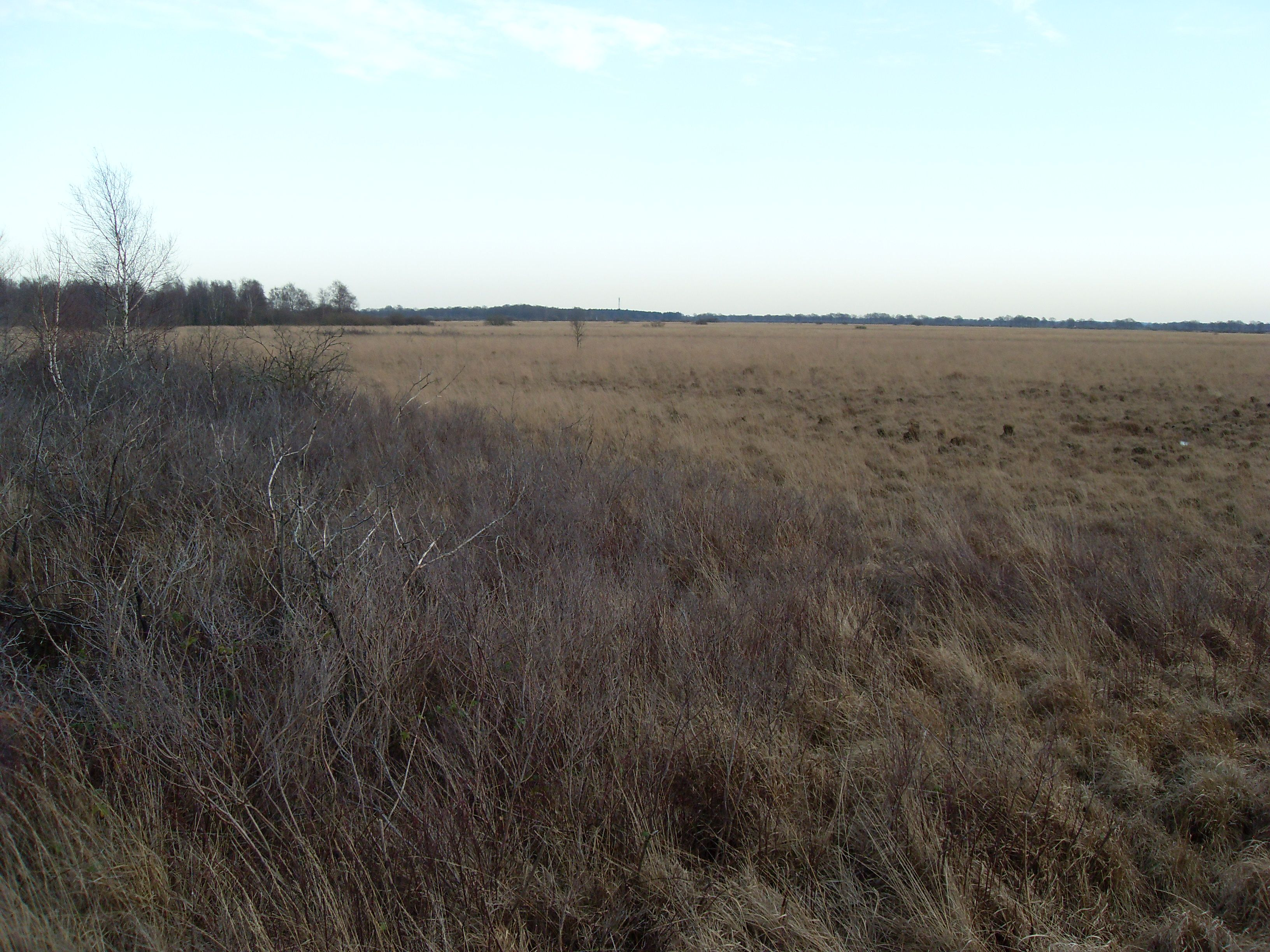
Naturschutzgebiet Tetenhusener Moor, November 2009

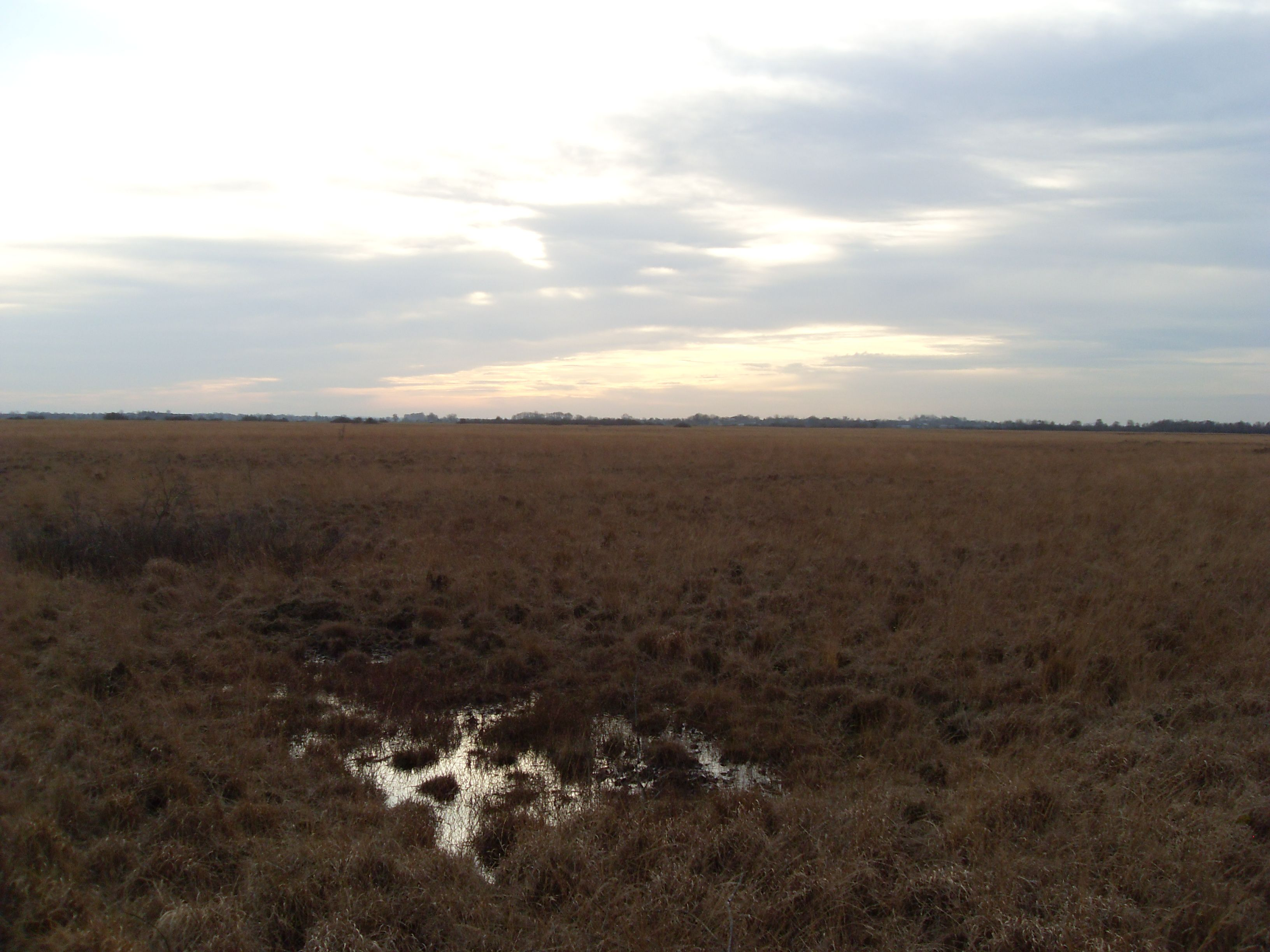
Naturschutzgebiet Tetenhusener Moor im Gegenlicht

Das Naturschutzgebiet Tetenhusener Moor liegt in der Gemeinde Tetenhusen im Kreis Schleswig-Flensburg in Schleswig-Holstein. Es befindet sich nordwestlich von Rendsburg in der Flusslandschaft Eider-Treene-Sorge. Das Moor umfasst heute eine Fläche von 205 ha.

## Geschichte
Ein Teil des Gebietes wurde schon 1928, das gesamte heutige Gebiet 1932 unter Schutz gestellt und ist mittlerweile – als Bestandteil des größeren FFH-Gebiets DE-1622-391 Moore der Eider-Treene-Sorge-Niederung – Teil des europäischen Schutzgebietsnetzwerks Natura 2000. Die Gebietsbetreuung erfolgt durch den Landesforst Schleswig-Holstein Försterei Kropp. Im April 2016 wurde von der Stiftung Naturschutz Schleswig-Holstein im Auftrag des Ministeriums für Energiewende, Landwirtschaft, Umwelt, Natur und Digitalisierung (MELUND) der erste Managementplan für das FFH-Teilgebiet „Tetenhusener Moor“ des FFH-Gebietes „Moore der Eider-Treene-Sorge-Niederung“ veröffentlicht. Beim Tetenhusener Moor handelt es sich um ein atlantisches Hochmoor, beziehungsweise ein Hochmoor, das in der Nacheiszeit, als das Klima warm und regenreich war, entstanden ist. Typischerweise wird es ausschließlich von nährstoffarmem Regenwasser gespeist. Trotz des Status als Naturschutzgebiet wurde das Moor 1941 als Übungsgelände der Luftwaffe verwendet, ab 1945 sogar das maschinelle Abtorfen genehmigt. So wurden in den folgenden Jahren etwa 43 ha Torf abgebaut. Die dafür nötige Trockenlegung hat die Vegetation im Tetenhusener Moor stark verändert.
Zwischen den Jahren 1987 und 1995 wurden umfangreiche Maßnahmen, wie Aufstauung, Abholzung von Birkenbeständen und das Abschieben von Pfeifengrasflächen zur Renaturierung und der dauerhaften Erhaltung des Ökosystems Tetenhusener Moor durchgeführt. Zur Erhaltung der Flächen werden Moorschnucken eingesetzt, die einer Verwaldung des Gebietes entgegenwirken.

## Tiere und Pflanzen
In den regenerierten Gebieten findet sich heute eine typische Hochmoorvegetation mit den Vertretern Torfmoos, Wollgras, Moosbeere, Glockenheide und Sonnentau. Zahlreiche Vogelarten wie Großer Brachvogel, Kranich und Trauerseeschwalbe nutzen das Moor als Rast-, Nahrungs- und Brutgebiet. Das NSG „Tetenhusener Moor“ ist Teilgebiet des EU-Vogelschutzgebietes DE-1622-493 „Eider-Treene-Sorge-Niederung“. Der Managementplan für das FFH-Teilgebiet „Tetenhusener Moor“ des FFH-Gebietes DE-1622-391 „Moore der Eider-Treene-Sorge-Niederung“ enthält auch die Maßnahmen für das Teilgebiet „Tetenhusener Moor“ des EU-Vogelschutzgebietes DE-1622-493 „Eider-Treene-Sorge-Niederung“.

## Erreichbarkeit
Ein Weg führt von der Landstraße zwischen den Orten Meggerdorf und Alt Bennebek über die Brücke am Umleitungsdeich über die Sorge, ein weiterer führt von Norden aus Alt Bennebek in das Gebiet. Des Weiteren verläuft der Eider-Treene-Sorge-Radweg am Rande des Gebietes entlang. Der von der Försterei Kropp aufgestellte Beobachtungsturm ist abgebrannt, nur noch die Fundamente sind erhalten.